# Samurai Warrior: The Battles of Usagi Yojimbo
Samurai Warrior: The Battles of Usagi Yojimbo är ett dator/TV-spel utvecklat av Beam Software, och utgivet av Firebird 1988 till Commodore 64, Amstrad CPC och ZX Spectrum. Spelet är baserat på Usagi Yojimbo.
Spelet är ett sidscrollande äventyrsspel, där Miyamoto Usagi besegrar sina fiender med sitt svärd. Poängsystemet är baserat på karma.

### Fotnoter
1. ↑  http://www.retrogamer.net/retro_games80/the-making-of-samurai-warrior-the-battles-of-usagi-yojimbo/